# Pleiomorpha
Pleiomorpha är ett släkte av fjärilar. Pleiomorpha ingår i familjen styltmalar.
Kladogram enligt Catalogue of Life:
| Pleiomorpha | \| \| Pleiomorpha dystacta \| \| \| \| \| \| Pleiomorpha eumeces \| \| \| \| \| \| Pleiomorpha habrogramma \| \| \| \| \| \| Pleiomorpha homotypa \| \| \| \| \| \| Pleiomorpha symmetra \| \| \| \| |
|             | \| \| Pleiomorpha dystacta \| \| \| \| \| \| Pleiomorpha eumeces \| \| \| \| \| \| Pleiomorpha habrogramma \| \| \| \| \| \| Pleiomorpha homotypa \| \| \| \| \| \| Pleiomorpha symmetra \| \| \| \| |
|             | Pleiomorpha dystacta |
|             | |
|             | Pleiomorpha eumeces |
|             | |
|             | Pleiomorpha habrogramma |
|             | |
|             | Pleiomorpha homotypa |
|             | |
|             | Pleiomorpha symmetra |
|             | |